# HD206898
HD 206898 — хімічно пекулярна зоря спектрального класу A0, що має видиму зоряну величину в смузі V приблизно 8,7.
Вона розташована на відстані близько 3500 світлових років від Сонця, хоча через велику похибку паралакса ця оцінка є неточною.

## Пекулярний хімічний склад
Зоряна атмосфера HD 206898 має підвищений вміст кремнію.